# Iglo (merk)

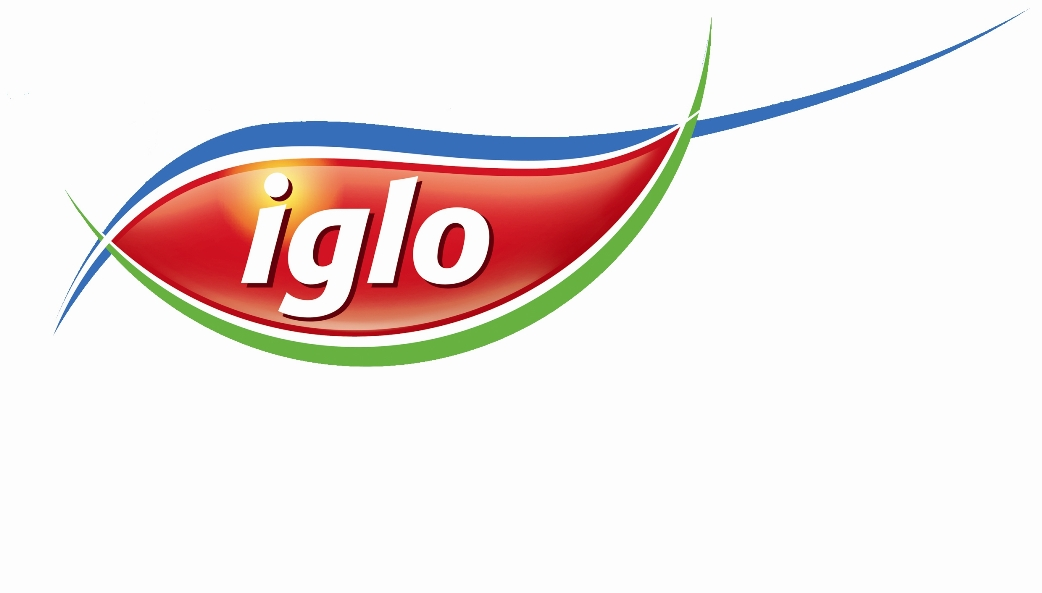
Iglo Logo

Iglo is een merk van diepvriesproducten dat oorspronkelijk werd gevoerd door Unilever. Het merk is het bekendst in Europa, waaronder Nederland en België. In het Verenigd Koninkrijk is het merk bekend als Birds Eye en in Italië als Findus.

## Geschiedenis
Hoewel de snelkoeling reeds in 1925 werd uitgevonden duurde het tot in de Tweede Wereldoorlog voordat in Nederland een industrie voor diepvriesproducten ontstond. Dit ontstaan vond zijn oorzaak in het feit dat de blikconservenindustrie in moeilijkheden raakte door tekorten aan blik. In Leiden ontstond Vita NV en in Utrecht werd Winterzon NV opgericht. Deze bedrijven bleven bestaan, zij het onder wisselende eigenaars, totdat ze beide in 1958 werden opgekocht door Unilever. Dit concern produceerde reeds diepvriesgroenten, -vis en -consumptie-ijs. In 1960 werd het merk Vita in Iglo veranderd, terwijl het merk Winterzon verdween. Vita NV werd Iglo NV.
Ook in 1960 begon Unilever met de verkoop van consumptie-ijs onder de merknaam Ola. In 1972 werd de naam Iglo NV omgedoopt in Iglo-Ola BV. In 1990 werd de fabrikant van diepvriessnacks Mora overgenomen. In 1995 werd Mora volledig in de diepvriesgroep geïntegreerd, evenals Hertog, een fabrikant van ijs en snacks. In 1999 traden Iglo-Ola en Mora beide toe tot de IgloMora Groep, een dochter van Unilever die haar hoofdvestiging had in 's-Hertogenbosch.
In 2005 werden de drie werkmaatschappijen: Lever Faberge te Bodegraven, IgloMora te 's-Hertogenbosch en Unilever Bestfoods te Rotterdam, geconcentreerd op één locatie. 
Unilever zette in februari 2006 alle Europese diepvriesactiviteiten in de verkoop. De markt voor diepvriesproducten groeide nauwelijks omdat de consument liever verse en gekoelde voeding koopt dan diepvriesproducten. In augustus 2006 werden alle Europese diepvriesactiviteiten afgestoten en verkocht aan het Britse privé-investeringsfonds Permira. Ook de merken Iglo en Birds Eye gingen deze weg. Al een jaar later ging Iglo alweer in de verkoop. Verscheidene partijen hadden al interesse getoond en Permira hoopte op een verkoopopbrengst van 3 miljard euro. Oorspronkelijk wilde de investeringsmaatschappij Iglo naar de beurs brengen, maar zag hiervan af omdat men verwachtte dat een verkoop meer zou opleveren. Iglo had toen een jaaromzet van 1,1 miljard euro. De verkoop van Iglo mislukte. In oktober 2010 werd ook de Italiaanse diepvriesdivisie Findus aan Birds Eye Iglo verkocht. Iglo Foods Holdings Limited (ook bekend als Iglo Group) werd in april 2015 voor 2,6 miljard euro verkocht aan Nomad Holdings Limited van Noam Gottesman en Martin E. Franklin. Als onderdeel van de deal kreeg Permira een belang van negen procent in Nomad.

## Voedselschandalen
In december 1980 werden diverse mensen ziek na het eten van diepvriesnasi en diepvriesspinazie die was verontreinigd met nitriet uit het koelsysteem van de Iglo-bestelwagens. Ten minste twee van hen overleden kort daarna. Circa 300 ton aan diepvriesvoedsel dat afkomstig was uit het betreffende depot in Limburg werd uit de roulatie genomen. De schade was meer dan 2,5 miljoen gulden.
In juli 2025 werden een groot aantal diepvrieskroketten van verschillende merken teruggeroepen in België. Het ging onder meer om producten verkocht in de winkelketens Carrefour, Jumbo, Colruyt en Lidl. Negen dagen na de oorspronkelijk terugroeping, riep het FAVV bijkomende diepgevroren aardappelproducten van Belviva terug. Alle teruggeroepen producten werden geproduceerd in een fabriek van Iglo, waar Belviva onder valt. De oorzaak van deze terugroepactie bleek een lek waardoor minerale oliën (MOSH en MOAH), dewelke mogelijk kankerverwekkend of mutageen kunnen zijn, in de voedingswaren terecht kwamen.